# Ischnocnema nigriventris
Ischnocnema nigriventris är en groddjursart som först beskrevs av Lutz 1925.  Ischnocnema nigriventris ingår i släktet Ischnocnema och familjen Brachycephalidae. IUCN kategoriserar arten globalt som otillräckligt studerad. Inga underarter finns listade i Catalogue of Life.